# 鬼同你住
《鬼同你住》（英語：Coffin Homes）是一部2021年香港黑色幽默驚慄電影，由陳果導演；黃偉亮任動作指導；黃又南、太保、車保羅、李麗珍及李鎧霖領銜主演。

## 故事大綱
地產經紀林正源（黃又南飾）為豐厚佣金而明知樓盤是凶宅卻仍落力游說睇樓客上車，怎料反被兇宅中的鬼魂高明（車保羅飾）纏上，與其產生深厚的友誼及互助關係，更與其尋找到多年前拋妻棄子改娶的父親林品祥（張嘉年飾）......正源為高明雪冤並擋煞，不再游說睇樓客購買其單位，但高明後又將正源之前女友黃麗敏（邱芷微飾）操控令其墮樓身亡，令正源陷入困境之中。品祥亦扭盡六壬，千方百計將自己擁有的唐樓改裝成多間劏房出租謀利，但居住在唐樓中的鬼魂何強（李鎧霖飾）老是常出現大搞破壞……
闊太名媛楊惠如（邵音音飾）去世，別墅中的工人秘密隱瞞此事，以幫助化成厲鬼的惠如懲罰意圖弄死母親騙取高額保險金的不孝兒女。兩日後，惠如次女梁惠珍（文雪兒飾）回港，在聚餐上與長姐梁惠玲（魏秋樺飾）、三妹梁惠琪（麥家琪飾）、五弟梁昌明（蘇晉霆飾）向惠如攤牌，怎料惠如已去世成鬼，將四人逐一殺害。惠如殺人後亦離開軀體，只剩工人的片面之詞，並保住唯一孝順的四女梁惠瓚（李麗珍飾）的性命......時光飛逝，梁家的慘案仍未被證實死因，警方更懷疑惠瓚，逼迫之下，惠瓚向正源賣出別墅，造成連串事件......

## 角色列表

### 領銜主演
| 演員            | 角色   | 備註 |
| 黃又南          | 林正源 | 1985年－仍在世（35歲） 地產經紀 林品祥之子，多年前被其拋棄，後與其相認並和好，並被其勸說改過自身停止買賣凶宅 為豐厚佣金而明知樓盤是已經居住化為鬼魂的高明的凶宅，卻仍落力游說睇樓客上車，因而被其纏身 |
| 張嘉年 （太保） | 林品祥 | 1955年－仍在世（65歲） 唐樓業主 林正源之父，多年前拋妻棄子改娶，後與其相認並和好，並勸說其改過自身停止買賣凶宅 何強之天敵，計劃將自己的唐樓改裝成劏房出租謀利，但屢被其破壞                           |
| 車保羅          | 高 明  | 1945年－2010年（65歲） 私人樓盤業主兼鬼魂 為不想自己的樓盤被人出售而纏上林正源，原為其樓盤之業主，後與其妻發生意外身亡，居住在樓盤中成為鬼魂 已去世                                                   |
| 李鎧霖 （童年） | 何 強  | 2005年－2015年（10歲） 唐樓鬼魂 林品祥之天敵，屢次破壞其將唐樓改成劏房之計劃 已去世 |

### 梁家
| 演員   | 角色                | 備註 |
| 邵音音 | 楊惠如 （特別演出） | 1940年－2020年（80歲） 別墅鬼魂 梁惠玲、梁惠珍、梁惠琪、梁惠瓚、梁昌明之母 於梁惠珍回港前兩日已死，但被別墅中的工人隱瞞至聚餐當天而成為鬼魂，後在工人幫助下識別到不孝的兒女而殺死所以子女（梁惠瓚除外） |
| 魏秋樺 | 梁惠玲              | 1960年－2020年（60歲） 楊惠如之長女，後被楊惠如掏空身體而死 梁惠珍、梁惠琪、梁惠瓚、梁昌明之姐，意圖殺害楊惠如以獲得養老金及保險金，但與梁惠瓚不和                                                      |
| 文雪兒 | 梁惠珍              | 1965年－2020年（55歲） 楊惠如之次女，長年居於海外生活，後被楊惠如穿過身體而死 梁惠玲之妹，與其合謀殺害楊惠如以獲得養老金及保險金 梁惠琪、梁惠瓚、梁昌明之姐，與梁惠瓚不和                               |
| 麥家琪 | 梁惠琪              | 1970年－2020年（50歲） 楊惠如之三女，後被楊惠如操控水晶燈墜落而被壓死 梁惠玲、梁惠珍之妹，意圖殺害楊惠如以獲得養老金及保險金 梁惠瓚、梁昌明之姐，與梁惠瓚不和 被楊惠如操控水晶燈墜落而被壓死            |
| 李麗珍 | 梁惠瓚              | 1975年－仍在世（45歲） 楊惠如之四女，是五姊弟中唯一對楊惠如孝順的兒女，因此沒有被其殺死 梁惠玲、梁惠珍、梁惠琪之妹，與其不和 梁昌明之姊，與其不和                                                       |
| 蘇晉霆 | 梁昌明              | 1980年－2020年（40歲） 楊惠如之幼子，後被楊惠如射箭而死 梁惠玲、梁惠珍、梁惠琪、梁惠瓚之弟，意圖殺害楊惠如以獲得養老金及保險金，並與梁惠瓚不和                                                          |

### 其他演員
| 演員   | 角色                | 備註 |
| 邱芷微 | 黃麗敏 （特別演出） | 1990年出生，2020年身亡 地產經紀 林正源之女友，曾分手，後復合，最後因與其吵架而誤入高明的樓盤，被其視為侵略者而遭其推下高樓身亡 已去世 |

## 軼事及電影評級
- 根據《電影檢查條例》，本片在香港列為只准18歲或以上人士觀看（III），澳門列為未滿十八歲禁止觀看（D組），新加坡列為R21 (內容涉及性愛和暴力情節，只限21歲或以上人士觀看)。
- 此片為李鎧霖首部參演電影兼首部三級片之作品。
- 此片為魏秋樺、文雪兒、蘇晉霆、邱芷微及楊偉倫首部參演三級片之作品。
- 此片為導演鄧東明首部以演員身份參演電影兼首部三級片之作品。

## 獎項及參與影展

### 參與影展
| 年份 | 影展名稱                   | 類別             |
| 2021 | 《第20屆紐約亞洲電影節》   | 「流派大師」單元 |
| 2021 | 《意大利烏甸尼遠東電影節》 | 「競賽作品」     |

### 獲獎與提名
| 年份   | 頒獎典禮                   | 獎項             | 入圍者／作品                                             | 結果 |
| ------ | -------------------------- | ---------------- | -------------------------------------------------------- | ---- |
| 2021   | 第58届金马奖               | 最佳原著劇本     | 陳果、林紀陶                                             | 提名 |
| 2021   | 第58届金马奖               | 最佳動作設計     | 黃偉亮                                                   | 提名 |
| 2021   | 第58届金马奖               | 最佳原創電影歌曲 | 逐個逐個（詞：Jan Curious、薛晉寧；曲、唱：Jan Curious） | 提名 |
| 2022年 | 第28屆香港電影評論學會大獎 | 最佳編劇         | 陳果、林紀陶                                             | 提名 |
| 2022年 | 第28屆香港電影評論學會大獎 | 推薦電影         | 《鬼同你住》                                             | 獲獎 |

## 外部連結
- 香港影庫上《鬼同你住》的資料（繁體中文）
- 豆瓣电影上《鬼同你住》的資料 （简体中文）
- 互联网电影数据库（IMDb）上《鬼同你住》的资料（英文）